# Acalyptris brunipexus
Acalyptris brunipexus is een vlinder uit de familie dwergmineermotten (Nepticulidae). De wetenschappelijke naam van deze soort werd voor het eerst geldig gepubliceerd in 2020 door Stonis, Diškus en Remeikis.